# Centre culturel et des congrès André-Grosjean
Le Centre culturel et des congrès André-Grosjean, anciennement Centre culturel et des congrès (3C) d'Aix-les-Bains, est le centre de congrès de la ville thermale d'Aix-les-Bains, dans le département de la Savoie. 

## Présentation

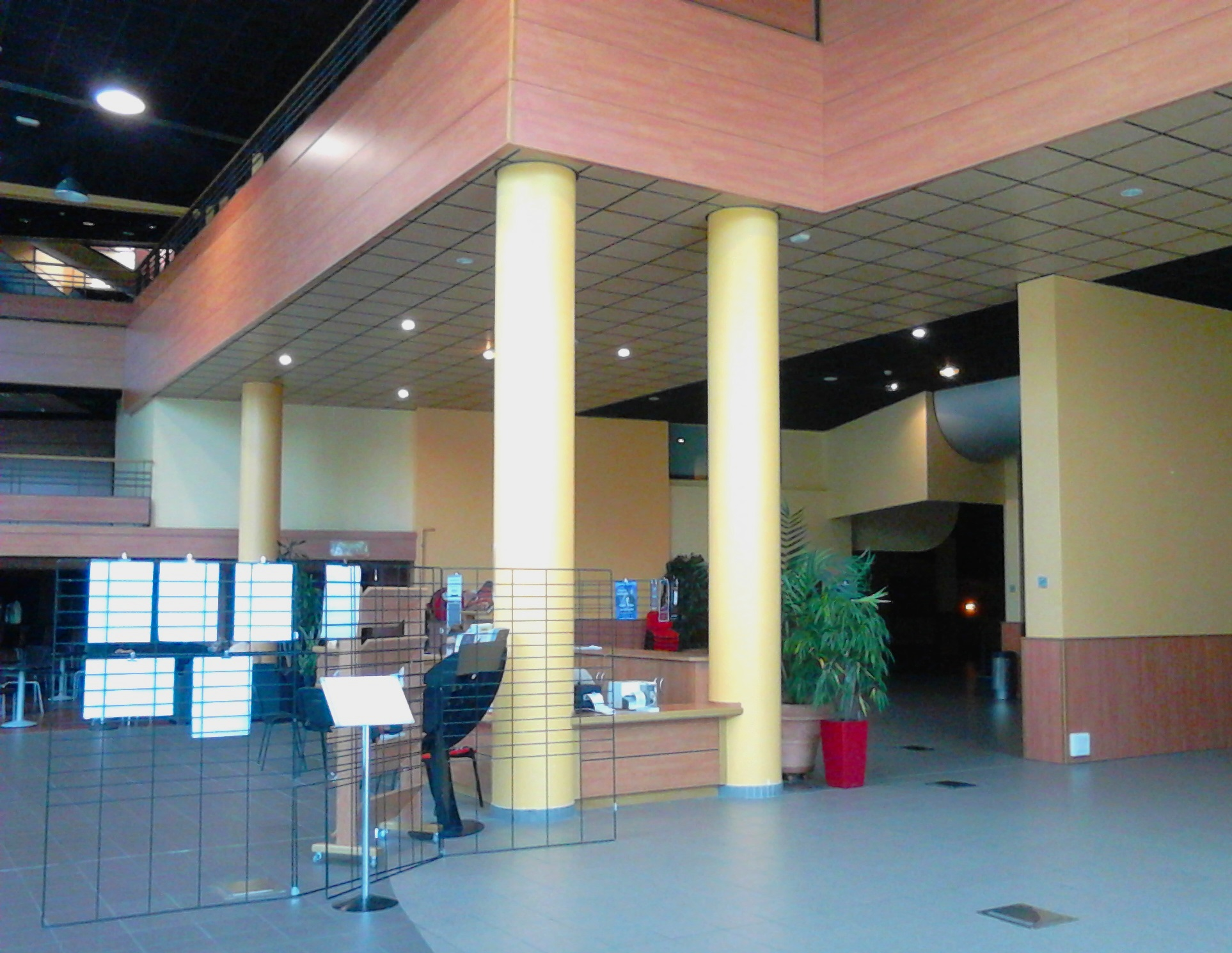
Hall d'entrée principal de l'établissement.

Ce lieu permet d'organiser et d’accueillir des rassemblements publics, des associations, divers spectacles ou bien encore des séminaires d'entreprises et des réunions d'ordre financier privées.

Il tient son nom d'André Grosjean, maire de la commune de 1969 à 1985 puis de 1995 à 2001.